# Noor Images
Pour les articles homonymes, voir Noor.
Noor Images est une Agence photographique associative créée en 2007 par les photographes : 
- Samantha Appleton, États-Unis
- Jon Lowenstein, États-Unis
- Philip Blenkinsop, Angleterre/Australie
- Pep Bonet, Espagne
- Jan Grarup, Danemark
- Stanley Greene, États-Unis
- Yuri Kozyrev, Russie
- Kadir van Lohuizen, Pays-Bas
- Francesco Zizola, Italie

et dont l'ancienne directrice est Claudia Hinterseer des Pays-Bas.
Le directeur actuel de l'agence est Clement Saccomani (France).